# Riu Aixec
Riu Aixec är ett vattendrag i Andorra.   Det ligger i parroquian Encamp, i den centrala delen av landet, 6 kilometer nordost om huvudstaden Andorra la Vella. Det mynnar i Riu Valira d'Orient.